# Zombies are standing out
「Zombies are standing out」（ゾンビーズ・アー・スタンディング・アウト）は、ポルノグラフィティの楽曲。2018年9月28日にSME Recordsより48作目のシングルとして配信リリースされた。

## 概要
ポルノグラフィティ初の配信限定シングルで、シングルとしては前作『ブレス』から2か月ぶりのリリース。
リリースに先立ち、9月25日にポルノグラフィティ Official YouTube ChannelでMVが公開され、公開直後には急上昇ランキング1位を記録。また、同28日のリリースと同時にiTunes・moraでランキング1位を記録するなど話題を呼んだ。

## 収録曲
| #  | タイトル                     | 作詞     | 作曲     | 編曲                    | 時間 |
| -- | ---------------------------- | -------- | -------- | ----------------------- | ---- |
| 1. | 「Zombies are standing out」 | 新藤晴一 | 岡野昭仁 | tasuku, Porno Graffitti | 4:19 |

## 楽曲解説
1. Zombies are standing out
「SONY WALKMAN NW-A50シリーズ」Web CMソング[4]
  - 今やポップカルチャーの代表的なアイコンである「Zombie」を喪失感や諦念に抗い、何度でも立ち上がる象徴として用いており、「Zombie」の持つ世界観を骨太なロックサウンドに乗せたナンバー[5][6]。
  - ゾンビをテーマに選んだ理由について、新藤は「原曲の冒頭に入っていたうめき声のようなエフェクトから着想を得た」と語っている[7]。また、本楽曲を制作していた頃に『ウォーキング・デッド』をよく観ていたこともきっかけの一つだといい[8]、「ゾンビは何を求めながら彷徨っているのだろう」ということを考えながら詞を書き上げたとのこと[7]。
  - 作曲を手掛けた岡野は本楽曲を「ポルノグラフィティの新機軸になった楽曲[9]」と評しており、「（デビュー）20周年の手前に作れて、僕たちの歴史の中でも大きかった[10]」とコメントしている。
  - MVはメンバーも出演する「SONY WALKMAN NW-A50シリーズ」Web CMと連携して撮影が行われた[4][11]。船の中にセッティングしたステージはピンクやブルーの照明に照らされ、ゾンビをテーマにした世界観を演出するため、出演者の立花恵理をはじめ、ダンサーやバンドメンバーの野崎真助と篤志もゾンビメイクに挑戦している[5][12]。監督は『LiAR/真っ白な灰になるまで、燃やし尽くせ』「カメレオン・レンズ」のMVを担当した田辺秀伸[12]。
  - ライヴでは11月4日に出演した『バズリズムLIVE 2018』で初披露された[13][14]。
  - リリースに伴う音楽番組等への出演はなかったが、2022年9月5日に出演したTBS系列『CDTVライブ!ライブ!』でテレビ初披露[15]。また、同年12月3日に出演した日本テレビ系列『日テレ系音楽の祭典ベストアーティスト2022』ではゾンビに扮したダンサーたちとのコラボレーションで生披露された[16]。

## Guest Musicians
- Drums: 玉田豊夢
- Bass: 高間有一
- Programming & All Other Instruments: tasuku

## 収録作品
- アルバム
  - 12thアルバム『暁』
- ミュージックビデオ
  - 12thアルバム『暁』
  - ライヴDVD/BD『18thライヴサーキット "暁" Live at NIPPON BUDOKAN 2023[注釈 2]』
- ライヴ映像
  - ライヴDVD/BD『16thライヴサーキット "UNFADED" Live in YOKOHAMA ARENA 2019』
  - ライヴDVD/BD『ポルノグラフィティ20th Anniversary Special Live Box[注釈 3]』
  - ライヴDVD/BD『18thライヴサーキット "暁" Live at NIPPON BUDOKAN 2023』
- ライヴ音源
  - ライヴアルバム『"NIPPONロマンスポルノ'19〜神vs神〜" DAY2 (LIVE)』